# 와일 알셰흐리
와일 알셰흐리(아랍어: وائل الشهري, Wāīl ash-Shehrī. 1973년 7월 31일 ~ 2001년 9월 11일)는 9.11 테러 당시 아메리칸 항공 11편을 납치하여 9.11 테러를 일으킨 납치범 5명 중 하나이다.
동생으로 왈레드 알셰흐리가 있다.
2001년 6월 항공 비자를 통해 미국 플로리다로 입국했다. 이후 2001년 9월 11일 아메리칸 항공 11편을 납치하였고, 세계 무역 센터 북쪽 타워에 충돌하면서 사망했다.